# Xylena canaria
Xylena canaria là một loài bướm đêm trong họ Noctuidae.